# 若槻禮次郎
若槻禮次郎（日语：〔〕／ Wakatsuki Reijiro，1866年3月21日—1949年11月20日），舊姓奧村，幼名源之丞，號克堂，日本山陰道出雲國意宇郡松江雜賀町（今島根縣松江市雜賀町）人，大藏大臣、內務大臣、內閣總理大臣兼拓務大臣。

## 生平
二戰之後，他和岡田啓介、宇垣一成、米内光政等四人被远东国际军事法庭評為「戰前的和平主義代表」。